# Elizabeth Tamajong Vukeh
Elizabeth Tamajong Vukeh, née le 12 mars 1958 à Bamenda, est une scientifique et militante politique camerounaise. Première femme Secrétaire générale du parti d'opposition SDF, elle a dirigé le Centre National d'Education au Ministère de la Recherche Scientifique et de l'Innovation. Elle est engagée dans le combat pour l'autonomisation des femmes et la promotion des droits de l'homme.

## Biographie
Elizabeth Tamajong Vukeh voit le jour le 12 mars 1958 à Bamenda, le chef-lieu de l'actuelle région du Nord-Ouest du Cameroun. Soutenue par sa mère, elle se consacre à l'éducation et à la recherche de connaissances. A la fin de ses études secondaires dans son pays, elle reçoit une bourse pour se former à l’Université d’État Morgan à Baltimore dans le Maryland, aux États-Unis. Elle y obtient une Licence en Histoire en 1981. Sa formation universitaire américaine se clôture à l’Université du Minnesota par un Ph.D en Administration de l’éducation en 1985 et un post-doctorat en leadership éducationnel en 1993. 

## Carrière
Elizabeth Tamajong Vukeh après ses études aux Etats-Unis rentre au Cameroun. Elle commence sa carrière comme enseignante à temps partiel à l'Université de Yaoundé I et à l'Ecole Normale Supérieure. Elle devient directrice de mémoire et membre de plusieurs jurys de maîtrise et de doctorat. Des universités nigérianes lui accordent le statut d'enseignante invitée et elle mène des recherches sur le leadership éducationnel.
Grâce à ses travaux académiques dans le domaine éducatif, le Ministère de la Recherche Scientifique et de l'Innovation lui octroie le titre de chercheuse camerounaise puis de Directeur de recherche. De 2002 à 2018, elle dirige le Centre National d'Education. Ce qui lui permet de coordonner plusieurs projets de recherche en développement social et la publication de revues scientifiques. Elle coordonne également l'organisation de colloques internationaux de même qu'elle représente son pays lors de rencontres scientifiques à l'étranger.
En août 2022, elle devient la directrice exécutive de la branche camerounaise de The Fomunyoh Foundation (TFF): une fondation humanitaire qui promeut la démocratie et les droits humains. Cette organisation a été créée par Christopher Fomunyoh. 

## Engagement politique
Elizabeth Tamajong Vukeh occupe plusieurs postes de responsabilité au Social Democratic Front (SDF), l'un des plus importants partis d'opposition au Cameroun. Elle œuvre pour que s'accroisse la participation politique des femmes et leur implication dans les sphères de décision. Ce qui lui vaut souvent des prises de bec avec les hommes du parti. Elle organise des séminaires annuels de renforcement de capacités des femmes et des jeunes. En 1996, elle devient Secrétaire Générale du SDF, sous la direction du Chairman Ni John Fru Ndi. Néanmoins, en 2015, elle adresse une lettre de démission de son poste de Secrétaire Général au Comité exécutif national (NEC) dans laquelle elle affirme toutefois rester membre du SDF en dépit de fortes tensions internes.  